# Margit Vanek
Margit Vanek (* 25. Februar 1986 in Budapest) ist eine ehemalige ungarische Triathletin. Sie ist Olympionikin (2016) und Aquathlon-Weltmeisterin des Jahres 2010.

## Werdegang
Vanek nimmt auch an Nicht-ITU-Rennen teil, so gewann sie den ersten Garmin Milano City Triathlon (25. Juli 2010).
Im September 2010 wurde sie in Ungarn Aquathlon-Weltmeisterin.
2011 ging Vanek auch in der französischen Club-Meisterschaftsserie Lyonnaise des Eaux an den Start und vertrat TCG79 Parthenay. In Ungarn startet Margit Vanek für den Budaörsi Triatlon Klub Egyesület und sie lebt heute in Budaörs.
Im Juni 2013 wurde Margit Vanek in der Türkei Siebte bei der Triathlon-Europameisterschaft auf der olympischen Kurzdistanz (1,5 km Schwimmen, 40 km Radfahren und 10 km Laufen).
Bei der Europameisterschaft 2016 belegte sie im Mai in Lissabon in der Teamwertung den dritten Rang.

### Olympische Sommerspiele 2016
Margit Vanek qualifizierte sich für einen Startplatz bei den Olympischen Sommerspielen 2016 und belegte am 20. August in Rio de Janeiro für Ungarn den 45. Rang.
Seit 2019 tritt sie nicht mehr international in Erscheinung.
Auch ihr älterer Bruder Ákos (* 1984) ist als Profi-Triathlet aktiv.

## Sportliche Erfolge
| Datum/Jahr    | Rang | Wettbewerb                                     | Austragungsort | Zeit     | Bemerkung |
| ------------- | ---- | ---------------------------------------------- | -------------- | -------- | --- |
| 8. März 2019  | 49   | ITU World Championship Series 2019             | Abu Dhabi      | 01:01:43 | erstes Rennen der Saison |
| 6. Okt. 2018  | 5    | ETU Triathlon European Championship Clubs      | Lissabon       | 00:22:03 | mit „Budaörsi Triatlon Klub“ |
| 7. Juli 2018  | 11   | ITU Triathlon World Cup                        | Tiszaujvaros   | 01:01:07 | Semifinal 2 Elite Women |
| 20. Aug. 2016 | 45   | Olympische Sommerspiele 2016                   | Rio de Janeiro | 02:06:54 | als zweitbeste Ungarin hinter Zsófia Kovács                                                                                                 |
| 29. Mai 2016  | 3    | ETU Triathlon European Championship Mixed Team | Lissabon       |          | Europameisterschaft im Team mit Zsófia Kovács, Tamás Tóth und Ákos Vanek                                                                    |
| 8. Aug. 2015  | 9    | ITU Triathlon World Cup                        | Tiszaújváros   | 01:01:41 | |
| 9. Aug. 2014  | 2    | ITU Triathlon World Cup                        | Tiszaújváros   | 00:59:38 | Zweite hinter Rachel Klamer (750 m Schwimmen, 20 km Radfahren und 5 km Laufen) – während ihr Bruder Ákos das Rennen der Männer gewann       |
| 13. Juli 2014 | 3    | ITU Sprint World Championship Mixed Team       | Hamburg        |          | Team-Weltmeisterschaft – zusammen mit Tamás Tóth, Zsófia Kovács und Ákos Vanek                                                              |
| 14. Juni 2013 | 7    | ETU Triathlon European Championships           | Alanya         | 01:56:42 | Europameisterschaft auf der olympischen Kurzdistanz                                                                                         |
| 21. Juli 2012 | 34   | ITU Triathlon World Championship Series 2012   | Hamburg        | 00:58:41 | Sprintdistanz |
| 24. Juni 2011 | 28   | ETU Triathlon European Championships           | Pontevedra     | 02:09:30 | Europameisterschaft auf der olympischen Kurzdistanz                                                                                         |
| 12. Aug. 2007 | 4    | ITU Triathlon World Championship Team          | Tiszaújváros   |          | Weltmeisterschaft in der Teamwertung – zusammen mit Zsófia Tóth und Renata Koch (3 × 250 m Schwimmen, 6,67 km Radfahren und 1,67 km Laufen) |
| 21. Juli 2007 | 4    | ETU Triathlon European Championship U23        | Kuopio         |          | Triathlon-Europameisterschaft U23 |
| 8. Juli 2006  | 16   | ETU Triathlon European Championship U23        | Rijeka         | 02:13:55 | U23-Europameisterschaft |

| Datum/Jahr   | Rang | Wettbewerb                        | Austragungsort | Zeit     | Bemerkung               |
| ------------ | ---- | --------------------------------- | -------------- | -------- | ----------------------- |
| 8. Sep. 2010 | 1    | ITU Aquathlon World Championships | Budapest       | 00:22:22 | Aquathlon-Weltmeisterin |

(DNF – Did Not Finish)